# ピエール・ド・フェルマー
ピエール・ド・フェルマー（フランス語: Pierre de Fermat,1607年10月31日から12月6日 - 1665年1月12日）はフランスの弁護士であり数学者。フェルマーの定理で知られ、「数論の父」とも呼ばれる。

## 略歴
- 1607年10月31日から12月6日[1] - 南フランスのトゥールーズ近くのボーモン＝ド＝ロマーニュに生まれる[2]。
- 1631年 - トゥールーズの請願委員となり、母の従姉妹のルイズ・ド・ロンと結婚。
- 1648年 - トゥールーズ議会の勅選委員となる（死ぬまでこの地位にあり続けた）。
- 1665年1月12日 - 死去

農民が空腹と貧困で一揆を起こしていた時期に、フランスの小さな農村で誕生した。正確な生年月日は確定されていない。従来は1601年生まれとされていたが、墓碑銘に記されている「1665年1月12日 57歳で死す」との記述と没年齢との矛盾が不可解であった。
| ラテン語原文(角括弧内は補足)                                    | 日本語訳                 |
| --------------------------------------------------------------- | ------------------------ |
| OB.[iit] XII. IAN[uarii] .M.DC.LXV. AET[ate] .AN.[norum] .LVII. | 1665年1月12日 57歳で死す |

2001年にカッセル大学のクラウス・バーナー（Klaus Barner）名誉教授は、従来の説が1601年8月17日に生まれて生後すぐ死んだ異母兄ピエール（Piere；"r"が1つ）との混同によるものであることを指摘し、この矛盾を解消した。その後の2007年の調査により、生年月日は1607年10月31日から12月6日の間であることが絞り込まれた。
父ドミニクは富裕な毛皮商人であり、母クレールは法律家の家系の出であった。1631年法学士の学位を得、トゥルーズ議会の勅選議員となったのを機会に貴族の標「ド」を得てピエール・ド・フェルマーとなる。

## 業績
法律家としての職務の傍ら、数学の研究を趣味としていた。数学においては、パスカルと共同で確率論の基礎を作り、デカルトと文通を交わしながらデカルトとは独立に解析幾何学を創案するなどの功績を残す。解析幾何学については、デカルトが二次元での理論にとどまったのに対し、フェルマーは三次元空間でも考えていた。その他、幾何学、微分積分学といった諸分野においても先駆的な仕事を遺しており、特に数論における仕事は独創的で後世の数論家たちに大きな影響を与えた。
数論への傾倒の直接的な契機は、古代ギリシャの数学者ディオファントスが著した『算術』(Arithmetica) の注釈本を1630年ごろに手に入れて研究したことのようである。『算術』を熟読していくうちに彼はその余白に有名な48の注釈を書き込んだ。フェルマーの数論における仕事が世に知られるようになったのは、その死後に長男のサミュエルが『算術』を父の書込み付きで再出版してからであり、数論の研究においては事実的に孤立していた。
48の書込みのうち47の命題は後世の数学者達によって証明または反証が与えられたが、最後の1つとして残った2番目の書き込みについては長年にわたって解かれずにいた。
| 原文 | 日本語訳 |
| --- | --- |
| Cubum autem in duos cubos, aut quadratoquadratum in duos quadratoquadratos, et generaliter nullam in infinitum ultra quadratum potestatem in duas eiusdem nominis fas est dividere: cuius rei demonstrationem mirabilem sane detexi. Hanc marginis exiguitas non caperet. | 立方数を2つの立方数の和に分けることはできない。4乗数を2つの4乗数の和に分けることはできない。一般に、冪（べき）が2より大きいとき、その冪乗数を2つの冪乗数の和に分けることはできない。この定理に関して、私は真に驚くべき証明を見つけたが、この余白はそれを書くには狭すぎる。 |

最後に残された、という意味でフェルマーの最終定理とも呼ばれるようになった有名な命題（3 以上の自然数 n について、xn + yn = zn となる 0 でない自然数の組 (x, y, z) は存在しない）は、中学生でも理解できる初等的な内容であるにもかかわらず、プロ・アマ誰一人として証明も否定も成功せず、360年にわたって数学の原動力の一つであり続けた。この問題は最終的に1995年、アンドリュー・ワイルズが谷山–志村予想の一部を証明したことによってようやく解決され、20世紀数学の掉尾を飾る金字塔となった。
言語にも堪能であったフェルマーは、母語のフランス語の他、スペイン語やラテン語で詩を作り、高い評価を得ている